# بوت (مونتانا)
بوت (به انگلیسی: Butte) یک شهر و مرکز شهرستان سیلور بو ایالت مونتانا در ایالات متحده آمریکا است. جمعیت آن در سرشماری سال ۲۰۱۰ میلادی، ۳۴٬۲۰۰ نفر بوده‌است.